# Міхеєв Анатолій Миколайович
Анатолій Миколайович Міхеєв (3 червня 1911, місто Кем Архангельської губернії, тепер Республіка Карелія, Російська Федерація — загинув 21 вересня 1941, неподалік від хутора Дрюківщина Лохвицького району Полтавської області) — радянський діяч органів державної безпеки, військовий інженер, комісар державної безпеки 3-го рангу. Член Ревізійної Комісії КП(б)У в 1940—1941 роках.

## Біографія
Народився у родині сторожа залізничної ремонтної артілі. У 1914 році переїхав з батьками в Архангельськ, де навчався у повітовій школі. У 1927 році закінчив школу 2-го ступеня в Архангельську. У вересні 1927 — вересні 1928 р. — чорнороб лісопильного заводу № 1 паливного відділу Управління Північних залізниць на станції Перміново. У 1927 році вступив до комсомолу.
У вересні 1928 — травні 1931 р. — курсант Ленінградської військово-інженерної школи імені Комінтерну. У травні 1931 — травні 1932 р. — командир взводу Окремого саперного батальйону 7-го стрілецького корпусу Українського військового округу.
Член ВКП(б) з березня 1932 року.
У травні 1932 — листопаді 1933 р. — командир саперної роти Окремого саперного батальйону 7-го стрілецького корпусу Українського військового округу.
У листопаді 1933 — квітні 1935 р. — курсовий командир Саперно-маскувального дивізіону 4-ї прикордонної школи ОДПУ-НКВС у місті Саратові. У квітні — грудні 1935 р. — командир-керівник оборонних і необоронних будівель 4-ї прикордонної школи НКВС у місті Саратові.
У грудні 1935 — лютому 1939 р. — курсант Військово-інженерної академії РСЧА імені Куйбишева. У лютому 1939 року з четвертого курсу академії спрямований у військову контррозвідку.
У лютому — вересні 1939 р. — начальник Особливого відділу НКВС СРСР Орловського військового округу.
У вересні 1939 — серпні 1940 р. — начальник Особливого відділу НКВС СРСР Київського особливого військового округу.
У серпні 1940 — лютому 1941 р. — начальник 4-го Особливого відділу Головного управління державної безпеки НКВС СРСР у Москві. У лютому — липні 1941 р. — начальник 3-го Управління Народного комісаріату оборони СРСР (колишня військова контррозвідка, передана зі складу НКВС у військове відомство) у Москві.
Проводив розслідування по доповіді начальника особливого відділу 10-ї армії на маршала Г. І. Кулика, який вирвався з Білостоцької «м'ясорубки», матеріали з висновком «Вважаю за необхідне Кулика заарештувати …» передані секретарю ЦК ВКП (б) Маленкову.
У липні — вересні 1941 р. — начальник Особливого відділу НКВС Південно-Західного фронту.
З 20 липня 1941 перебував на позиції однієї з рот, від якої в цей день після 10 ворожих атак залишилося тільки 8 бійців, групі Міхеєва довелося брати участь у відбитті 11-ї танкової атаки німців. 21 липня 1941, виконуючи директиву з Москви, наказав сформувати кілька десятків оперативних груп для надання допомоги командуванню фронту в наведенні порядку в прифронтовій смузі. За його вказівкою оперативники формували з відступаючих підрозділу по 40-60 чоловік і направляли їх на передову.
14 вересня 1941 штаб фронту, Військова рада і Особливий відділ опинилися в оточенні в ході невдалої Київської операції. З 19 вересня 1941 брав участь в боях по виходу з оточення з-під Києва в напрямку Лубни-Ромни. 20 вересня 1941 в бою в урочищі (гаю) Шумейкове неподалік від хутора Дрюківщина Лохвицького району Полтавська область був поранений в ногу, ходив врукопашну, спираючись на палицю. В одній із сутичок з маузера знищив 8 фашистів. Після загибелі командувача Кирпоноса, начштабу генерала Тупикова, інших генералів 5-ї армії командував залишками загону. У ніч на 21 вересня 1941 група Міхеєва з боєм вирвалася з урочища і попрямувала у напрямку до села Ждани Сенчанського району (нині Лубенський район, Полтавська область). При прориві був поранений в голову осколком міни. 21 вересня, незважаючи на поранення, продовжував керувати чекістами, які почали з боєм відходити до яру. Незабаром яр був оточений німецькими військами. Загинув у бою.

## Звання
- старший лейтенант (1936)
- капітан (1938)
- майор (1939)
- капітан державної безпеки (4.02.1939)
- майор державної безпеки (7.09.1939)
- дивізійний комісар (1941)
- комісар державної безпеки 3-го рангу (19.07.1941)

## Нагороди
- орден Червоної Зірки (26.04.1940)
- медалі